# Wan Hin Chung
Wan Hin Chung (* 12. Februar 1995 in Hongkong) ist ein chinesischer Sprinter, der international für Hongkong startet.

## Sportliche Laufbahn
Erste Erfahrungen bei internationalen Wettbewerben sammelte Wan Hin Chung im Jahr 2017, als er bei den Asienmeisterschaften in Bhubaneswar in der 4-mal-100-Meter-Staffel im Vorlauf zum Einsatz kam und damit zum Gewinn der Bronzemedaille beitrug. Anschließend startete er im 100-Meter-Lauf bei der Sommer-Universiade, schied dort aber mit 11,01 s in der ersten Runde aus.

## Persönliche Bestleistungen
- 100 Meter: 10,60 s (+1,6 m/s), 21. September 2019 in Hongkong